# Ду Вей
Ду Вей (кит.: 杜伟 Du Wei, * 2 жовтня 1962, КНР — 17 травня 2020, Герцлія, Ізраїль) — китайський дипломат, Надзвичайний і Повноважний Посол КНР в Україні.

## Життєпис
Народився 2 жовтня 1962 року, магістр права.
1989—1994 — аташе, третій секретар Департаменту країн Східної Європи і Центральної Азії Міністерства закордонних справ КНР.
1994—1997 — третій секретар, другий секретар Посольства КНР в Естонії.
1997—2003 — другий секретар, заступник начальника відділу, перший секретар, начальник відділу Департаменту країн Східної Європи і Центральної Азії Міністерства закордонних справ КНР.
2003—2007 — помічник генерального секретаря Секретаріату Шанхайської Організації Співробітництва.
2007—2011 — радник Департаменту країн Східної Європи і Центральної Азії Міністерства закордонних справ КНР.
2011—2013 — заступник директора Департаменту зовнішньополітичного планування і керівник Канцелярії з підготовки важливих документів Міністерства закордонних справ КНР.
2013—2016 — перший заступник директора Департаменту зовнішньополітичного планування Міністерства закордонних справ КНР.
З червня 2016 року — Надзвичайний і Повноважний Посол КНР в Україні.
9 червня 2016 року — вручив копії Вірчих грамот Заступнику міністра закордонних справ України Сергію Кислиці.
14 червня 2016 року — вручив вірчі грамоти Президенту України Петрові Порошенку.
В серпні 2019-го заявив, що КНР готова сприяти мирному закінченню російсько-української війни на Донбасі.
З 2020 року — Надзвичайний і Повноважний Посол КНР в Ізраїлі. Перед приїздом до місця призначення різко критикував світову спільноту за критику Китаю за дезинформацію та швидке поширення пандемії коронавірусної хвороби у світі.
Не встигши вручити вірчі грамоти президенту країни, Ду Вей невдовзі після прибуття до Ізраїлю знайдений мертвим 17 травня 2020 року у передмісті Тель-Авіва. Дані про смерть посла підтвердив чиновник МЗС Ізраїлю, посольство Китаю заявило, що не може підтвердити повідомлення.

## Сім'я
Мав дружину й сина, які не жили з ним в Ізраїлі.